# Scytodes alayoi
Scytodes alayoi är en spindelart som beskrevs av Alayón 1977. Scytodes alayoi ingår i släktet Scytodes och familjen spottspindlar. Inga underarter finns listade i Catalogue of Life.